# Копеечник Гмелина
Копеечник Гмелина (лат. Hedysarum gmelinii) — вид растений рода Копеечник (Hedysarum) семейства Бобовые (Fabaceae).
Вид назван в честь немецко-российского ботаника Иоганна Георга Гмелина.

## Распространение и экология

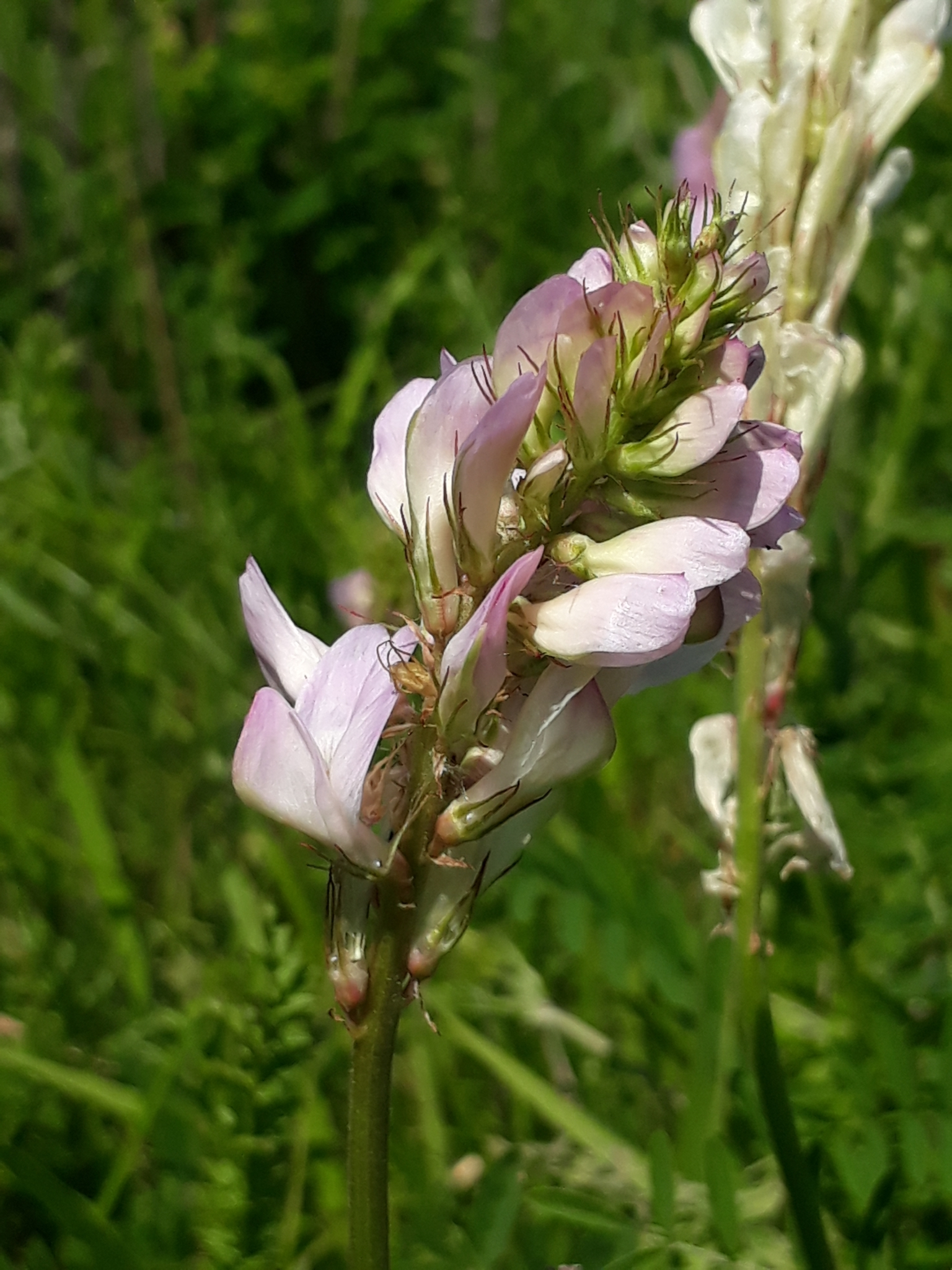
Соцветие

Плейстоценовый реликт южносибирского происхождения, основной ареал которого охватывает значительную территорию от гор Средней Азии до Якутии и Монголии. На Южном Урале и Среднем Поволжье расположены изолированные реликтовые фрагменты ареала. Приурочен к каменистым и известняковым склонам долин, оврагов со слаборазвитыми щебенчатыми чернозёмами. Мезоксерофит, гелиофит, кальцефил.

## Ботаническое описание
Травянистый стержнекорневой многолетник до 60 см высотой. Стебли восходящие или прямостоячие, ребристые. Листья непарноперистые, с 5—11 эллиптическими листочками.
Цветки расположены в пазухах прицветников и собраны в густые кисти (до 40 цветков). Венчик розовый или розово-пурпурный. Окраска венчика может быть различной и обычно зависит от субстрата: на меловых склонах цвет палевый, на известняковых — розовый. Плод — 2—6-членный боб.

## Значение и применение
Крупный рогатый скот хорошо и удовлетворительно поедает на ранних фазах вегетации. Лошади и овцы поедают хорошо.